# 火の国、風の国物語
『火の国、風の国物語』（ひのくにかぜのくにものがたり）は、師走トオルによる日本のライトノベル。イラストは光崎瑠衣が担当している。富士見ファンタジア文庫（富士見書房）より2007年10月から2011年9月まで刊行された。また、同出版社の『月刊ドラゴンマガジン』（現『ドラゴンマガジン』）にて、2007年9月号から不定期で短編が連載されている。2019年5月時点でシリーズ累計部数は50万部を突破している。

## 概要
師走トオルの3作目となるライトノベル。前2作品の執筆を富士見ミステリー文庫で行っていた師走トオルにとって、初の富士見ファンタジア文庫での刊行作品となる。
ドワーフやエルフ、魔法などが存在するいわゆる「剣と魔法のファンタジー」の世界を下地にした架空の戦記で、架空の大陸「グリア大陸」の南西に位置するベールセール王国を主な舞台とし、王国軍と王国に反旗を翻した反乱軍との戦いを描く。生まれ持った剣の腕と精霊から与えられた力により一騎当千の実力を持つ王国軍の騎士アレスと、優れた智略を駆使する反乱軍の指導者ジェレイドの、対照的な特徴を持つ2人の主人公の視点で物語が進行する。
文庫本で書き下ろされる長編と、ドラゴンマガジン上で連載された短編が存在する。
長編は主にアレスの視点で物語が進行する。対して、短編は長編から見ると過去の物語であり、文庫本には短編集としてではなく長編中の回想として収録されている。
短編第1部（3巻に収録）には反乱軍の創設から文庫本1巻の時点に至るまでの経緯が描かれるジェレイド視点の物語が、短編第2部（5巻に収録）は少年時代のアレスがヒロインのクラウディア王女の護衛を務めていた頃の物語である。
短編第3部（8巻に収録）では、短編第1部以降の反乱軍の変遷と、反乱軍と王国軍との戦いが反乱軍側の視点で描かれている。
短編第4部（10巻に収録）は、2009年11月号から毎回ドラゴンマガジン誌上でキャラクターの人気投票を行い、投票で1位となったキャラクターの過去が連載された。
第1巻から第4巻では、ファンタジア文庫20周年を機にカバーデザインが刷新されている。

## あらすじ
王国歴82年、ベールセール王国の北部に位置するボルネリア領では、領主の圧政と地震や飢饉などの災害により農民の生活は貧窮を極めていた。領内の僻地オーセル村に住む青年ジェレイドは生き延びる唯一の道として、領主の横暴と圧政に耐えかねた村民たちを率いて反乱を決起する。ジェレイドの卓越した計略と、風を操る黒魔術師ミーアの力により、反乱軍は徐々に勢力を増し、やがて「ベールセール解放軍」と名乗る。
王国歴83年、ボルネリア領で始まった小さな反乱は、王国北部一帯にまでその規模を拡大していた。ファノヴァール家の4代目当主であるアレス・ファノヴァールは、農民の反乱によって自身の領地レストニアを侵略される。アレスは領地を侵略された責任と、領地を侵略した反乱軍に対する復讐の念から伯爵位を返上、近衛騎士の一員となりベールセール解放軍との戦いに身を投じる。

## 世界設定・用語

### 国家
ベールセール王国
物語の主な舞台となる、80余年の歴史を持つ王国。古のベルセルム帝国が滅びた後、それぞれの部族が乱立していたのを初代国王が治めた。「森と麦穂の国」と呼ばれるほど緑豊かで温暖な国で、国土の7割以上を森林が占める。そうした土地柄、五彩神の中でも特に緑神アトラスが広く信奉されている。また、南と西をブラヴィル海、北をシエゴラス山脈、東をヴォルグレン山脈に囲まれ、山海双方の幸にも恵まれている。
軍旗が赤、近衛騎士が赤い甲冑を身につける、貴族は赤いマントを身につけるなど、全体的に赤色を象徴としている。男性16歳、女性は14歳で成人扱いとなる。苗字は貴族と騎士のみが持っており、農民には苗字は無い。貴族の爵位には公爵、侯爵、伯爵、子爵、男爵の5つがあるが、暴君（および有能な軍人）として名高い先代（第3代）国王ベルセルム3世が、自身に刃向かう有力貴族をことごとく粛清したため、現在は公爵位を持つ貴族が存在しない。
国土を幾つかの領地に分け、各領地を貴族に与えて統治する封建制をとっている。領主には領地における独裁権、領地内のあらゆる存在に対する所有権、領民の生殺与奪の権利など莫大な特権の数々が与えられ、たとえ国王であろうともその権利を侵害することはできない。建国当時、不平不満を持つ豪族達を抑えるためにこの制度が作られたが、現在はその特権を盾に悪政を敷く領主が数多く存在し、北部一帯で悪政に耐えかねた農民によって大規模な反乱が起こされた。
レアニール連合王国
ベールセールの北に位置する、6つの王国からなる連合国。「鉄と氷の国」と呼ばれ、多種多様の鉱石に恵まれる一方で農耕に適した土地が少なく冬の寒さが厳しい。過去に3度、ベールセールの温暖で肥沃な土地を欲して侵略戦争をしかけており、両国の間柄は険悪。
ベールセールとレアニールとの戦争は両国を隔てる山脈の名前を取って「シエゴラス戦役」と呼ばれ、最も新しいのは王国歴76年に起きた第三次シエゴラス戦役だが、未だベールセールの国土の奪取には至っていない。また、レアニール国内でも、連合国同士の内乱が長年続いている。
エディンバラ皇国
ベールセールの東に位置する国。「草原と騎馬の国」と呼ばれる。飄々とした気風の人種で、羊肉や羊の乳を飲食する習慣がある。そのため、ベールセール王国内では『野蛮な国』と侮蔑する者も多い。
ベールセールとの関係は比較的良好で、近年、エディンバラの皇子とベールセールの王女クラウディアとの縁談が持ち上がっている。

### ベールセール王国関連用語
ファノヴァール家
ベールセール王国の王国貴族の家系。武門の名家であり、当主は伯爵位を持つ。初代国王をしてファノヴァール家が王位を求めたならば貸し与えよと言わせるほどに、王国の建国から忠義を尽くし続けている。しかしその一方で功を立てながらも恩賞を全く求めてこなかったがために他の貴族の顔を潰し、軋轢をも生み出してしまっている。初代ファノヴァールは妻子を持たなかったため、正確にはその養子の血が続いている。
ボルネリア軍（ベールセール解放軍）
ベールセール王国の北東部に位置するボルネリア領にて、領主の悪政に耐えかねて反乱を起こした農民の組織。自由の象徴である蒼神ラクリナースと農民に広く信奉されている緑神アトラス、そして王国軍との対比の意味を込め、青緑色の軍旗を掲げる。
元々は100名足らずのオーセル村の村民からなる小規模な組織だったが、ジェレイドの指揮の下、「風の戦乙女」ミーアの力もあり短期間で勢力を拡大し、決起から1年足らずでボルネリア領を制圧した。トゥールスレン城砦を陥落した時点では総勢1万名以上と言う、数だけなら王国軍を上回る規模であった。また、当初は農民だけでなく元騎士やエルフ、女子供など様々な立場の人間で構成されていたが、ジェレイドの統率力により確かな秩序が維持されていた。王国との和平成立後、レアニール連合国軍の討伐に5千・トゥールスレン城砦の守備に2千（負傷兵も合わせれば3千）の兵を残し、残りの人員はボルネリア領へ帰している。
解放軍自体はあくまでも貴族の特権の廃止、農民の自由と権利の獲得を目的として戦っていたが、解放軍の行動に触発された別の反乱軍が各地で決起し、その中には盗賊紛いの行為をする組織も少なからず存在していた。結果としてジェレイドの意思とは無関係なところで、農民に無用な被害が発生する事態になってしまう。アレスの故郷レストニア領もそうした反乱軍の1つにより侵略された。
トゥールスレン城砦の制圧後に「ベールセール解放軍」を名乗るようになるが、王国軍では反乱軍と呼ばれていた。現在は、クラウディアの仲介（策略）により王国軍と和平を締結し、名称を「ボルネリア軍」へと変えている。
諸侯連盟
先王ベルセルム三世の施政、いわゆる「流血の御代」と呼ばれる暗黒の時代を憂えた貴族達が、先代のディルヴィレン侯爵を盟主として造った組織。第三次シエゴラス戦役後もベルセルム三世の圧政と悪政が改善される兆しが見えなかった為、戦勝の宴に乗じて毒殺し、密かに匿っていた、ベルセルム二世の隠し子（ベルセルム四世）を即位させた。当初は国を愛する貴族の集団と言う側面をもっていた諸侯連盟だが、ベルセルム四世が即位し、第3代国王毒殺に関わった貴族が死んで代替わりすると、より組織化され、自らの権益と保身の為の集団に成り下がっている。
また、現国王に対して強い発言権を持つ諸侯連盟だが、国王以外に大きな実権を持つ集団が存在する事が表面化しない様、その存在は秘匿され、忠臣と呼ばれるような貴族にはその存在を知らないものも多い。
近衛騎士
ベールセール王国国王直属の騎士団である「近衛騎士団」に所属する騎士。騎士団員は赤い甲冑を身につけ、戦時には王国軍の兵士を率いる役割を担う。国王を最高指揮官とし、3名の将軍が実質的な指揮官となるが、それ以外の近衛騎士には明確な階級が存在しない。
トゥールスレン城砦
ベールセール王国にある防衛拠点の1つ。古の帝国の時代からある城砦であり、当時の高い建築技術によって建造されたことと、国土の中央に位置することから、陥落させられたことがなく鉄壁を誇っていたが、ボルネリア領を制圧して南下した解放軍の「風の戦乙女」によって城壁を破られ陥落した。王国軍と解放軍の和平交渉時に、和平後1年間はボルネリア軍（解放軍）が城砦を借用し、その後王国に返還する事で両陣営が合意した。
ダルム城砦
ベールセール王国とレアニール連合王国の国境付近にある城砦。レアニールとの戦争の際には国防の拠点として重要な役割を果たす。第三次シエゴラス戦役においては数倍の兵力のレアニール軍の進行を妨害し続け、遂には撤退へと追いやった。

### 五彩神と精霊
グリア大陸では「五彩神」と呼ばれる5柱の神が信仰されており、各々を信仰の対象とする5つの宗教が存在する。
具体的には以下の5柱である。
蒼神ラクリナース
風や水など形の無いもの作り出したとされる、運命や自由、調和を司る女神。
緑神アトラス
大地を作り出したとされ、特に農民の間で広く信仰されている。
赤神オディウス
英雄の比喩表現としてよく使われる。
白神フォードと黒神ハルモニア
世界の創造主。
この世界に存在するあらゆるものは「精霊」によって構成されており、あらゆる自然物には精霊が宿るとされる。火には火の精霊サラマンドラが、風には風の精霊シルフが、大地には大地の精霊ノームが宿る。また、風の女王シルフィードのように同属の精霊を従える高位の精霊も存在し、それらの精霊は五彩神の直接の臣として世界の理の一端を形作る存在ともなっている。

### 白魔術と黒魔術
人々は神々や精霊と交信することでその力を借り、何らかの奇跡を起こす「魔術」を行使することができる。神々と交信する力は白神フォードに、精霊と交信する力は黒神ハルモニアに与えられたものとされ、神々に助力を請う魔術を「白魔術」、精霊の力を借りる魔術を「黒魔術」と呼び区別する。神々や精霊と交信するには強い意志の力が必要で、誰にでも扱えるわけでは無い。また、強い意志によって魔術の力をある程度退けることもできる。特に胎児（他の生命他に宿るもう1つの意志）は極めて精霊に近い存在であり、妊婦にはあらゆる魔術が効果をおよぼし難い。
白魔術
神々に慈悲を請い、その加護により人間の生命力を増幅する魔術。「神の慈悲」とも呼ばれる。五彩神への信仰心が強い者が扱うことができ、高位の神官ともなれば致死毒の中和なども可能。白魔術による治療は戦争に必須のものとなっているが、宗教の指導者達は白魔術を争いに用いることを快く思っておらず、神官個人が特定の個人に仕えるという形で従軍することはあっても、宗教自体が特定の国や組織に肩入れすることはない。従軍神官を連れることは神官に認められた高潔な軍人の証とされ、軍人にとって一種のステータスとなっている。
黒魔術
精霊と契約を結び、その力を借りることで何らかの奇跡を起こす魔術。精霊と契約を結ぶには、精霊に気に入られるか、強い意志力で精霊を従える必要があり、何より精霊の存在を感知できなければならない。人間にはこの素養を持つ者が少なく、黒魔術師は白魔術師に比べ数が少ない。精霊は契約によって力を貸す存在であるため、精霊は何よりも契約を重視し、契約者には相応の代償が求められる。また、精霊と精霊は互いに反発しあう性質を持ち、他の精霊を宿した自然物は、人間の手が加えられた人工物に比べ魔術の効果がおよび難い。現在判明している精霊の種類は火･土･風であり複数の精霊を扱えるものもいる。

### 種族
ドワーフ
極めて頑健で屈強な肉体を持つ種族。背丈は人間の半分程度だが体重は人間を上回り、人間の4倍近い寿命を持つ長命種。ヴォルグレン山脈をはじめ、大陸各地の山岳地帯に坑道を作って住み、採掘や人間との交易で生活する。頑固で誇り高く、他者の下に付くことを嫌う気風がある。
エルフ
尖った耳と美しい外見が特徴で、ドワーフ同様に人間を遥かに上回る寿命を持つ長命種。森林での生活を好む閉鎖的な性格の者が多く、大陸南東部の広大な森林地帯で他種族との交流を極力避けて生活している。その生活環境ゆえに精霊を感知する力に長け、人間には少ない黒魔術の素質を持つ者が多い。
妖魔
ベールセール王国の南東、エディンバラ皇国の南に位置する広大な森林地帯に住む種族。時折森林から出て人間に害をなし、貿易の妨害をするため古くからベールセール・エディンバラ両国の悩みの種となっている。近年は両国から騎士を派遣し、定期的に討伐している。

## 登場人物
年齢は王国歴83年の時点のもの。

### 主要人物
アレス・ファノヴァール
本作の主人公。ファノヴァール伯爵家の4代目の当主であり、王国軍の近衛騎士。18歳。近衛騎士の証である赤い甲冑と、貴族にのみ着用を許された赤いマントを身に付け、右手でファノヴァール家に代々伝わる剣を、左手でクラウディア王女から授けられた剣を振るう。並外れた剣の才能を持ち、それに加えて精霊パンドラとの契約により人間離れした凄まじい身体能力を有する。その力は一騎当千と呼ぶに相応しく、敵陣営からは「赤の悪魔憑き」と呼ばれ恐れられている。性格は良くも悪くも真っ直ぐで、半ば妄信的に騎士道や国王への忠誠に殉じていたが、様々な立場に置かれた人々との出会いにより成長していく。戦術面では機転は利くものの、政治や処世術には疎く、口下手で鈍感。
12歳で自国の王女であるクラウディアの護衛に任命され、暗殺者の襲撃から単身クラウディアを守りぬく。また、16歳で騎士叙勲を受け、17歳で史上最年少の近衛騎士となるなど、並外れた経歴の持ち主。父の死後は近衛騎士を引退して伯爵位を継ぎ、故郷レストニア領の領主となったが、レストニアが農民の反乱により侵略されたことで伯爵位を返上し、再び近衛騎士として解放軍との戦いに身を投じる。
護衛の任を解かれた後もクラウディアとは交流があり、度々クラウディアの命令で世直しのようなことをさせられていた。それによりアレス本人とは断定されていないものの、世直しの騎士の噂は国の各地に残っている。クラウディアのわがままに辟易しつつも、その聡明さと志に感服して心から忠誠を誓うと同時に、淡い恋心も抱いている模様。
由緒正しい家系・戦場での目覚ましい活躍から「赤の悪魔憑き」以外にも「王国の護り手」「ファノヴァールの騎士」「ただ一人からなる無敵の軍勢」「赤神オディウスの申し子」「巨人殺し」と言った、数多くの異名を持つ。
ジェレイド
ボルネリア軍（ベールセール解放軍）の指導者。23歳。ボルネリア領オーセル村出身の農民。長身の割には体はあまり丈夫ではなく武術や乗馬もからっきしではあるが、智略・交渉などの能力に優れる。視力が悪く眼鏡をかけているが、他人のお下がりであるためサイズが合っておらず、よくずり落ちる。本来の性格通りの穏やかな顔立ちをしている。その指導は自軍の秩序や心情に気を配りつつも合理性を重視し、時として非情ともいえる判断を下すこともあり、必要とあらば自ら動くことも躊躇わない。また、戦略として情報操作や心理戦を好み、スパイすらも利用したり味方にも秘密にして作戦行動を行うなどをしており、他を瞠目させる構想力をも持っている。洞察力にも長けており、相手の目的や行動を見抜いたり陰謀を逆に利用したりと様々な面で発揮され、アレスの言動からその存在を見抜かれたパンドラすらも驚愕させた。前述のように本来は穏やかな人格の持ち主なので自分がとる手段を自嘲的に捉えることが多く、少々自虐的な言動を行っている。その指導力は敵味方を問わず認められており、智将として王国全土にその名を轟かせつつある。
反乱を起こす前は器用な手先で織物をしたり、品種改良して不作に備えた農作物を作るなど、幅広い知識や知恵を駆使しており、村では「オーセルの賢者」と呼ばれていた。第三次シエゴラス戦役においてダルム城砦へと徴兵された経験があり、謀略の数々を駆使して数倍以上の兵力で襲い来るレアニール軍を退けたが、その際非情に徹し切れなかったことで自身の初恋の人を失うことになった。
領主に減税を訴えたことで斬首された父の後を継いでオーセル村の村長となり、生き延びる唯一の道として村民を率いて反乱を起こす。智略の数々を駆使して領主の軍勢を退けると共に徐々に支援者を増やし、当初は村一つの反乱でしかなかった解放軍を侯爵を打倒する程の規模にした。しかし、指導者としての激務と精神的プレッシャーから病に掛かり、たびたび吐血するようになっている。その事と陰謀などによる罪悪感とあいまって、あまり自分の命には関心がない。
パンドラ
「黄昏の主」と呼ばれる存在に仕える精霊。黒いヴェールを纏った美しい少女の外見をしている。クラウディアを狙う暗殺者の襲撃を受けて窮地に陥ったアレスの前に現れ、クラウディアを守るための力を欲したアレスと契約を交わした。自身を助言者として側に置くことを条件にアレスに力を与え、契約して以来常にアレスの側にいるが、契約者であるアレス以外には姿も声も認識されない。
あらゆる事象に精通し、アレスに純然たる事実と行動の指針についての助言を与える。基本的には事象に直接干渉はできないが、身を盾にして精霊による攻撃をある程度軽減できる。その目的は不明だが、人の世に災いを起こし多くの血が流れることを望んでおり、助言の大半がアレスに人を殺めさせ多くの血を流れさせるように誘導するためのものである。
第四次シエゴラス戦役において突如アレスを見限り、新たにフィリップと契約を結ぶ。これは黄昏の主の指示であり、アレスとフィリップを争わせて流血を招こうとしているのではないかとパンドラは推測している。

### ベールセール王国・王族関係者
クラウディア
ベールセール王国の王女。13歳。絶世の美女と呼ぶに相応しい外見をしているが、同年代の女性と比べるとやや発育が遅れている。年齢にそぐわない聡明さと、常に国民の行く末を憂う愛国心を併せ持つ。公の場では聡明な姫君としての姿勢を保っているが、本来はお転婆な性格で、アレスの前では途端に横暴になり度々無茶な命令を下しては彼を振り回している。内心では幼い頃から自分に仕えてくれているアレスに対し淡い恋心を抱いているものの、王女として国のために隣国へ嫁ぐことを覚悟している。
第二次トゥールスレン攻防戦の最中、解放軍にその身を預けることで一時停戦させることに成功した。さらには自らの立場を利用し、国民に寄った内容を提示する事で解放軍と王国軍を共闘させる。
兄殺害の犯人がフィリップであるといち早く当てるが、アレスの領地を攻め落とすと脅され、彼の妻となることを承諾する。
シオーネ
クラウディアの侍女。長年クラウディアに仕えており、クラウディアが本来の性格で接する数少ない1人。侍女としての立場をわきまえる一方、クラウディアに対して姉のような感情も抱いており、アレスとクラウディアのやり取りを微笑ましく見守っている。クラウディア誘拐事件以来アレスに好意を抱いているが、相手がクラウディアならばと遠慮がちな姿勢を貫いている。
ベルセルム4世
ベールセール王国の4代目の国王。先代国王の死後22歳の時に即位し、以後四半世紀以上が経過している。国民からは賢王として親しまれているが、ベルセルム2世の妾腹の子で、王族の正当な血筋ではないことや、諸侯連盟に即位まで匿われていたなど大きな借りがある。そのため、貴族に対して弱腰だ、などと揶揄される。解放軍の事情を察し恩赦を与え和睦することも視野に入れてはいるが、解放軍の粛清を声高に主張する諸領地の有力貴族を抑えることができる目処は立っていない。

### ファノヴァール家の関係者
エレナ・ファノヴァール
アレスの義妹。15歳。黒いショートヘアの美少女で、快活で物怖じしない強気な性格。元々はファノヴァール家に仕える騎士の娘であり、父が戦死した際に養子としてアレスの父に引き取られた。緑神アトラスに仕える神官で、白魔術の使い手。アレスが伯爵位を返上し近衛騎士になった際、アレスの従軍神官になった。
イザーレ・フェルドスティン
アレスに仕える老齢の元近衛騎士。火を操る黒魔術師。政治に疎いアレスに替わりレストニア領の政治の一切を取り仕切っており、執政官のような立場にある。非常に口が達者で、アレスの戦いの師であることもあり、アレスは頭が上がらない。
ガルムス
アレスの従者のドワーフ。巨大な戦斧を軽々と振り回して戦う。他人の下に付く事を良しとしないドワーフとしては珍しい存在と言える。従者と言う立場上、基本的にアレスの指示には従うが、その言葉遣いにあまり敬意は含まれていない。
レオン
レストニア近隣の領地ガザーブを治める、ガザーブ伯の息子。16歳。剣術に自信を持っていたが、クラウディアの命令でガザーブ伯の執政を改めにきたアレスに完敗、アレスへの復讐と自身を鍛えるために身分を隠して解放軍に身を投じる。しかし、王国軍との戦闘でろくに活躍できぬままに重傷を負い、エレナの治療で一命を取り留める。その後、アレスから剣術を学ぶためにアレスの従者となる。
ウォルナー
騎士見習い時代にアレスが仕えていた老齢の元騎士。アレスの騎士道の師と言える人物で、自身も騎士道の鏡と評される。戦での傷が元で脚が不自由になり、近年は車椅子を使用している。現在は緑神アトラスの神官となり、人里離れた自宅で隠居生活を送っている。ジェレイドの依頼を受け、ジェレイドとアレスを引き合わせ会談の場を持たせたり、挫折したアレスに父の過去を話すなど重要な役割を担っている。
ローラン・ビンター
アレスの同僚で、解放軍との戦いにおいては副官を勤めた近衛騎士。22歳。騎士らしかぬ長髪で、女癖も悪い。有力貴族の三男で、親のコネで近衛騎士になることができた。剣術も馬術も人並みだが処世術に長け、一兵卒にも人気がある。
ヴェリック
農民出身の行商人。妻と3人の子供を持つ中年の男。第四次シエゴラス戦役にて、家族を北の侵略から守ろうと決死隊に参加する。北の傭兵相手に地理を生かした采配で決死隊の善戦の立役者となるが、北の傭兵団〈紅月団〉の前に敗走、全滅寸前のところをアレスらに助けられる。

### 貴族・貴族関係者
フィリップ
諸侯連盟の盟主、ディルヴィレン侯爵家の次男。野心の強い男であり、クラウディアと婚姻を結ぶことで次代の王になろうと目論んでいる。当時クラウディアの護衛を務めていたアレスを陥れようとしたが、アレスとの一騎討ちに敗北。その後策謀によってアレスを貶めようとするもイザーレの介入により失敗し、結果として父であるディルヴィレン侯に冷遇されたことからアレスを憎んでいる。
その後アレスが所属する近衛騎士団第三軍の将軍の座についたがアレスが次々と功績を上げていくことに焦り、第四次シエゴラス戦役において自ら兵を率いて戦うが敗北。敗走の最中パンドラとの契約を結ぶ。パンドラの加護を受けたフィリップは、その助言と契約で得た力を使いレアニール連合王国を打ち破ることで返り咲き、ハインツ皇太子をアレスの仕業に見せかけて殺し、その心労で消耗したベルセルム四世を毒殺。さらに実の兄と父も殺して貴族を掌握し、アレスの故郷を人質に取ることでクラウディアに自身との婚姻を承諾させ、ベールセール王国の実質的な支配者となる。
カルレーン
ベールセール王国の国務大臣を務める侯爵。内政能力や王国への忠誠心が高く評価され、国務大臣に任命された実力者。過去に暗殺者に負わされた傷のために左腕が動かない。ある理由から、アレスが功績を上げることを快く思っていない。
ベアトリス
カルレーン子飼いの間者。カルレーンの命でいろいろな交渉・工作を行う。その美しい外見を生かし、任務のためなら色仕掛けも辞さない。甘いものに目がなく、任務のない時は多量のスイーツで活力補給を行っている。
カルレーンの命令によりアレス暗殺を実行しようとするがことごとく失敗。最後は色仕掛けを仕掛けるがパンドラの助言によりこれも失敗。その肌を見て生き残った唯一の男となったアレスに好意を抱くようになった。平静を保つ訓練を受けているとのことだが、アレス絡みでは生娘のような表情も見せる。

### 王国軍関係者
ブライアン・ウェスト
王国軍第三軍の将軍。猛将の名で呼ばれるのに相応しい猛将とされるが、自身が平民からの叩き上げであることもあり貴族出身者の騎士を快く思っていない。特にアレスに対しては時折嫌がらせのような命令を下す場面があった。第一次トゥールスレン城砦攻防戦にてルーク、マシュー、リーエンノールの三人相手に圧倒するが、ルークの捨て身とリーエンノールの弓術によって討ち取られる。
ベルフェルド・イグレシアス
王国軍第三軍の副将。線の細い騎士で、甲冑と剣がなければ文官と間違われるほど。しかし見た目に反して、沈着冷静な指揮で王国軍の勝利に貢献した。また、アレスの直属の上司であり、クラウディアの奇妙な命令の事を知っていた数少ない人物。ブライアン死後も第三軍をよくまとめ、後任のフィリップが来るまで軍の崩壊を防いだ。その後も副将としてフィリップを補佐。レアニール連合王国の侵略に対しても、フィリップが別働隊を率いて本隊から離れている間、ハインツ王太子を問題なく補佐した。
ノーラッド
王国軍第三軍所属の近衛騎士。北部出身者で勇猛な二十代後半の騎士。代々レアニール連合王国から国境を守ってきた武人の家系。第一次トゥールスレン城砦攻防戦では別働隊を率いて反乱軍の別働隊を撃退している。その後もレアニール連合王国の侵攻に対して、同じ北部出身者と共に故郷を守るため、自ら志願し出陣している。:アレスやエレナからは礼儀正しい立派な騎士と評され、周囲からの人望も厚い。

### ボルネリア軍（ベールセール解放軍）
ミーア
解放軍に協力している風を操る黒魔術師の少女。17歳。風の女王シルフィードと契約を結ぶ極めて傑出した術師であり、解放軍の短期間での勢力拡大・戦功などは彼女の力によるところが大きい。父親も風の精霊を扱う黒魔術師であり、ディオールとは共に旅をした仲であった。解放軍内では「風の戦乙女」と呼ばれ、ジェレイド以上に彼女が士気を支える旗頭となっている。アレスと共闘するうちに興味を持つようになる。解放軍に手を貸す目的が不明確であることから、ジェレイドには他国の間者ではないかと疑われたが、後に一種の賭けとして旗頭とされる。ちなみに風の戦乙女としての格好はジェレイドによるプロデュースである。
マシュー
ジェレイドの幼馴染で、数少ない友人。ジェレイドとは対照的な立派な体格の男。農民の出身ではあるが日々狩りに勤しんでおり、弓や山刀の扱いに長ける。狩人らしく、弓は近距離なら敵の持っている剣や甲冑の隙間を正確に射抜くほどの腕前だが、戦場で遠方の的を狙い撃つのには慣れていないとのこと。第三次シエゴラス戦役ではジェレイドと共に徴兵されており、その際のジェレイドの活躍も相まって彼には全幅の信頼を置いている。
ソフィア
オーセル村に住んでいた、蒼神ラクリナースに仕える神官見習いの少女。14歳。飢饉の影響で神官であった父を亡くし天涯孤独となった。彼女に対し処女権が行使されそうになった事を切っ掛けにオーセル村の村民が決起し、反乱の第一歩となる。反乱軍の決起以後、ジェレイドの身の回りの世話をしている。
クライス
オーセル村に住んでいた少年。活発な性格。15歳。ソフィアに好意を抱いており、侯爵の軍にソフィアが連れ去られそうになった際に抵抗し、この行動がジェレイドに反乱を決意させる。何かに付けて取り乱す気があり、伝令としてジェレイドの天幕に駆け込むことが多い。
ディオール
大剣を背負った巨漢の男。自身が留守中に妻と娘を亡くしており、他人の親子の喜ぶ声を聞いただけでも自分の妻子を思い出し苦しんでしまう。悪政を続けるボルネリア侯への復讐と自身の死を願い反乱軍へ参加する。解放軍の最初期の頃からジェレイドに協力し、常に先頭に立って戦ってきたが、キホルテ平原での戦いにおいてアレスとの一騎討ちに敗れ死亡する。
ルーク
ミーアの幼馴染の男にして護衛。短槍を愛用する。ミーアとは兄弟のような間柄で、彼女と共に解放軍に参加する。
リーエンノール
ジェレイドの誘いに応じて解放軍に加わったエルフの傭兵。外見は20代の人間と変わらないが、実年齢は120に達する。弓と黒魔術が得意で、風の魔術を併用した弓術により百発百中の腕前を誇る。土の精霊も扱える。
オリビア
グリア大陸でも有数の豪商の娘。解放軍の補給とジェレイドの秘書を請負う。妾の子であり、家族の中では立場が弱く、解放軍の実情を見定めるための間者として送り込まれたが、現在は解放軍における自身の立場に満足し、ジェレイドに敬愛の念を抱いている。
カークウッド
農民の次男であり、正義感と野心から反乱軍に参加した男。反乱軍第三大隊の千人長を勤めていたが、ジェレイドに見出された後は暗殺や裏工作などの任務を言い渡され、別行動をとることが多い。
ベルハルト
ボルネリア侯に仕える騎士であったがボルネリア侯の所業についていけず、引退したところをジェレイドの説得により反乱軍に参加した。騎士であったことから兵法にも通じており、ジェレイドが不在の際には全権を任されるなど副将的な立場にいる。騎士道精神も併せ持っている人物である為、暗殺や謀略といった作戦からは遠ざけられている。

### ボルネリア領
ボルネリア侯ランドルフ
解放軍創設の3年前に父親から侯爵位を継いだ、ボルネリア領の領主。45歳。自分の欲望を満たすことを何よりも優先し、領民に重税を課し、執政官のモンフォードに政務の一切を任せて遊蕩の限りを尽くしていた。しかし、減税と引き換えに13歳の少女に対し処女権（領主が持つ、領民に処女を差し出させる権利）を行使する布令を出したことが解放軍が決起する切っ掛けとなり、反乱開始から1年足らずで解放軍に拉致されて殺された。
モンフォード
ボルネリア領の執政官を勤める男。執政官として非常に有能な男であり、すでに破綻していてもおかしくないボルネリア領の財政を3年間持たせてきた。ボルネリア領の陰の支配者とも言われる。先代のボルネリア候に恩義があるらしく、それゆえにランドルフの執政官でいることに甘んじている。
ファーバンク
ボルネリア領ミカルディ郡の執政代行官の下で騎士隊の隊長を務める男。非常に横暴な態度の騎士で、農民を農奴風情と呼び見下していた。反乱を起こしたオーセル村の村民を制圧するために軍を率いて出向くが、度々ジェレイドの策略にはまり、首を切られて死亡した。
テオドリッジ
かつて第三次シエゴラス戦役で活躍した騎士。巨大な戦斧を振るう2m以上の巨漢。出世や恩賞などには興味を持たず、己の力を磨くことにのみ時間を費やしていた。ボルネリア領の片田舎にある山小屋で修行をする日々を送っていたが、モンフォードの誘いに乗り解放軍と戦うためにボルネリア候直属の騎士団に参入した。

## 既刊一覧
- 師走トオル（著）・光崎瑠衣（イラスト）、富士見書房〈富士見ファンタジア文庫〉、全13巻
  - 『火の国、風の国物語 戦竜在野』、2007年10月25日初版発行（10月20日発売[5]）、ISBN 978-4-8291-1972-3
  - 『火の国、風の国物語2 風焔相撃』、2008年1月25日初版発行（1月19日発売[6]）、ISBN 978-4-8291-3253-1
  - 『火の国、風の国物語3 星火燎原』、2008年4月25日初版発行（4月19日発売[7]）、ISBN 978-4-8291-3284-5
  - 『火の国、風の国物語4 暗中飛躍』、2008年9月25日初版発行（9月20日発売[8]）、ISBN 978-4-8291-3332-3
  - 『火の国、風の国物語5 王女勇躍』、2008年11月25日初版発行（11月20日発売[9]）、ISBN 978-4-8291-3353-8
  - 『火の国、風の国物語6 哀鴻遍野』、2009年4月25日初版発行（4月18日発売[10]）、ISBN 978-4-8291-3396-5
  - 『火の国、風の国物語7 緑姫憂愁』、2009年9月25日初版発行（9月19日発売[11]）、ISBN 978-4-8291-3444-3
  - 『火の国、風の国物語8 孤影落日』、2009年11月25日初版発行（11月20日発売[12]）、ISBN 978-4-8291-3461-0
  - 『火の国、風の国物語9 黒王降臨』、2010年3月25日初版発行（3月20日発売[13]）、ISBN 978-4-8291-3503-7
  - 『火の国、風の国物語10 英雄再起』、2010年7月25日初版発行（7月17日発売[14]）、ISBN 978-4-8291-3543-3
  - 『火の国、風の国物語11 王都動乱』、2010年11月25日初版発行（11月20日発売[15]）、ISBN 978-4-8291-3583-9
  - 『火の国、風の国物語12 傑士相求』、2011年4月25日初版発行（4月20日発売[16]）、ISBN 978-4-8291-3627-0
  - 『火の国、風の国物語13 英傑雄途』、2011年9月20日初版発行（9月17日発売[17]）、ISBN 978-4-8291-3681-2

## カードゲーム
- プロジェクト レヴォリューション - ブロッコリーと富士見書房制作のカードゲームに作品が参加し、富士見書房3.0に収録。